# ロマノフ公国
ロマノフ公国（ロシア語: Романовское княжество）はルーシの分領公国の一つである。首都はロマノフ（現トゥターエフ）に置かれた。
ロマノフ公国はヤロスラヴリ公国から分離して成立した。それは1345年にヤロスラヴリ公ヴァシリー(ru)が死亡し、その子のロマンが公国領を分離継承したことによる。他のロマノフ公としては14世紀末から15世紀初頭に公位にあった、ロマンの子のイヴァンが知られている。公国もまた、15世紀初頭には消滅したと考えられている。一方、公の血統は存続し、イヴァンの子孫からロマノフスキー家(ru)、モルトキン家(ru)、ベリスキー家(ru)等貴族の家系が輩出されている。